# Ornithomimus
Ornithomimus là một chi khủng long, được Marsh mô tả khoa học năm 1890.
Ornithomimus sinh sống từ kỷ Creta muộn ở nơi ngày nay là Bắc Mỹ. Chúng thường được phân thành hai loài; loài điển hình, Ornithomimus velox, và một loài tham khảo, Ornithomimus edmontonicus.
O. velox được đặt tên vào năm 1890 bởi Othniel Charles Marsh trên cơ sở của một chân và một phần từ tay thu được ở thành hệ Denver tầng Maastricht. Một mười bảy loài đã được đặt tên kể từ đó, mặc dù hầu hết trong số chúng đó đã được chuyển sang chi mới hay thể hiện được không liên quan trực tiếp đến Ornithomimus velox. Các tư liệu tốt nhất của loài vẫn được coi là một phần của chi đã được tìm thấy ở Canada, đại diện trước đó O. edmontonicus tầng Edmonton (được đặt tên bởi Sternberg vào năm 1933), được biết đến từ một số bộ xương.